# M69 (astronomia)
M 69 (conosciuto anche come NGC 6637) è un ammasso globulare visibile nella costellazione del Sagittario.

## Osservazione

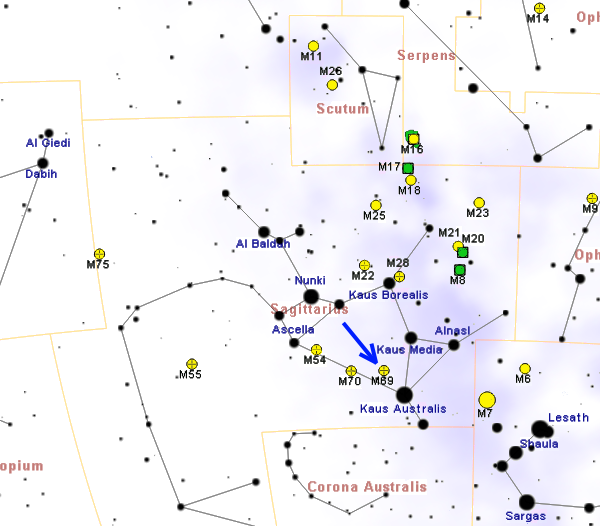
Mappa per individuare M69.

M69 si individua circa 2,5° a nordest della stella ε Sagittarii, in un campo moderatamente ricco di stelle di fondo; può essere scorto anche con un binocolo 10x50, seppur con alcune difficoltà, ma per iniziare la risoluzione in stelle occorrono strumenti piuttosto potenti, come un telescopio con un'apertura da almeno 250mm e sotto un cielo in condizioni ottimali.
M69 può essere osservato con discreta facilità da gran parte delle aree popolate della Terra, grazie al fatto che è situato a una declinazione non eccessivamente australe: in alcune aree del Nord Europa e del Canada, nei pressi del circolo polare artico, la sua visibilità è comunque impossibile, mentre nell'Europa centrale appare molto basso; dall'emisfero sud M69 è ben visibile alto nelle notti dell'inverno australe. Il periodo migliore per la sua osservazione nel cielo serale è quello compreso fra giugno e ottobre.

## Storia delle osservazioni
M69 fu scoperto da Lacaille, che lo incluse nel suo catalogo degli oggetti meridionali, nel 1752, al Capo di Buona Speranza. Charles Messier, quando cercò quest'ammasso per la prima volta, nel 1764, non riuscì a trovarlo. Ci riuscì invece successivamente, nel 1780, e lo descrisse come "Una nebulosa senza stelle nel Sagittario...Vicino ad essa vi è una stella di 9a magnitudine; la sua luce è molto debole; può essere vista solo in un buon cielo, e la minima illuminazione del micrometro la nasconde... La posizione è determinata da e Sagittarii. Questa nebulosa è stata osservata da M. de Lacaille e riportata nel suo Catalogo...".

## Caratteristiche
M69 si trova ad una distanza di circa 29.700 anni luce dalla Terra e ha un raggio di 42 anni luce. Questo ammasso si trova molto vicino all'ammasso globulare M70; i due oggetti sono separati da 1.800 anni luce, ed entrambi giacciono vicino al Centro galattico.
M69 è uno dei ammassi globulari più ricchi come contenuto di metalli, quindi le sue stelle presentano un'abbondanza relativamente alta di elementi più pesanti dell'elio. Ciò nonostante, questo valore è significativamente inferiore a quello delle stelle più giovani (Popolazione I), come ad esempio il Sole, ad indicare che anche questo ammasso globulare si formò in epoche cosmiche antiche, quando l'universo era formato da elementi meno pesanti.
M69 risulta finora povero di stelle variabili: il totale di quelle note a tutt'oggi è fermo ad otto, due delle quali di tipo Mira, con un periodo di circa 200 giorni.

### Libri
- (EN) Stephen James O'Meara, Deep Sky Companions: The Messier Objects, Cambridge University Press, 1998, ISBN 0-521-55332-6.

### Carte celesti
- Toshimi Taki, Taki's 8.5 Magnitude Star Atlas, su geocities.jp, 2005. URL consultato il 7 novembre 2010 (archiviato dall'url originale il 5 novembre 2018). - Atlante celeste liberamente scaricabile in formato PDF.
- Tirion, Rappaport, Lovi, Uranometria 2000.0 - Volume II - The Southern Hemisphere to +6°, Richmond, Virginia, USA, Willmann-Bell, inc., 1987, ISBN 0-943396-15-8.
- Tirion, Sinnott, Sky Atlas 2000.0 - Second Edition, Cambridge, USA, Cambridge University Press, 1998, ISBN 0-933346-90-5.
- Tirion, The Cambridge Star Atlas 2000.0, 3ª ed., Cambridge, USA, Cambridge University Press, 2001, ISBN 0-521-80084-6.